# Raúl Cubas Grau
Pour les articles homonymes, voir Grau (homonymie) et Cubas (homonymie).
 (avril 2013).
Si vous disposez d'ouvrages ou d'articles de référence ou si vous connaissez des sites web de qualité traitant du thème abordé ici, merci de compléter l'article en donnant les références utiles à sa vérifiabilité et en les liant à la section « Notes et références ».
Raúl Cubas Grau, né le 23 août 1943 à Asuncion (Paraguay), est un ingénieur et homme d'État paraguayen. Il est président de la République du 15 août 1998 au 28 mars 1999, date à laquelle il est contraint de démissionner après l'assassinat de son vice-président, Luis María Argaña. Il est membre du Parti colorado.

## Présidence de la République
En 1998, il est candidat du Parti colorado pour la vice-présidence de la République sur le ticket du général Lino Oviedo qui doit finalement se retirer à la suite de problèmes judiciaires. Raúl Cubas Grau prend alors sa place de candidat à l'élection présidentielle avec Luis María Argaña sur son ticket qui avait perdu les primaires face au général Oviedo. Le ticket sort gagnant de l'élection de 1998. Durant sa campagne, Raúl Cubas Grau avait promis de libérer le général Oviedo s'il était élu, ce qu'il fait le 18 août 1998, trois jours avant de prendre fonction.
En 1999, le vice-président Luis María Argaña est assassiné avec son garde du corps, dans sa voiture sur la rue Molas Lopez Diagonal de la capitale. À la suite de cela, des manifestations se succèdent et plusieurs membres de son parti l'accusent de conduire le pays à une guerre civile.
Une manifestation appelée Marzo Paraguayo provoque la démission de Raúl Cubas Grau. Parallèlement, le parlement lance une accusation de corruption et d'assassinat sur son ancien vice-président à son encontre.
Le 29 mars 1999, le président du Sénat, Luis Ángel González Macchi, le remplace.

## Exil et retour au pays
Il revient au Paraguay en 2002 où il est immédiatement arrêté et inculpé pour corruption et conspiration pour l'assassinat de son vice-président. Toutes les charges dans leur totalité sont finalement abandonnées.
Le 21 septembre 2004, sa fille, Cecilia Cubas, âgée de 30 ans, est séquestrée et, bien que Raúl Cubas Grau ait payé la rançon demandée de 800 000 dollars, le corps de sa fille est retrouvé, en février 2005, enterré dans une maison abandonnée dans la ville de Ñemby, dans la banlieue d'Asuncion. Quatre activistes du parti Patrie libre, dont le dirigeant, sont arrêtés, accusés et condamnés pour séquestration et assassinat. Le procureur de la république du Paraguay a accusé les leader des FARC d'avoir participé au crime.